# Pola Negri
Pola Negri, nascuda Barbara Apolonia Chalupec apɔˈlɔɲa xaˈwupɛt͡s; 3 de gener de 1897 - 1 d'agost de 1987) va ser una actriu i cantant de cinema i guionista polonesa. Va assolir fama mundial durant les èpoques del cinema mut i daurat de Hollywood i europeu pels seus papers tràgics i de femme fatale i va ser reconeguda com a sex symbol.
Criada al tsarat de Polònia, la infància de Negri va estar marcada per diverses dificultats personals: després que el seu pare fos enviat a Sibèria, va ser criada per la seva mare soltera en la pobresa i va patir tuberculosi durant l’adolescència. Negri es va recuperar i va estudiar ballet i interpretació a Varsòvia, i es va convertir en una coneguda actriu de teatre. El 1917, es va traslladar a Alemanya, on va començar a aparèixer en pel·lícules mudes per a l'estudi UFA de Berlín. Les seves actuacions cinematogràfiques per a UFA van cridar l'atenció dels executius de Hollywood de Paramount Pictures, que li van oferir un contracte de pel·lícula.
Negri va signar amb Paramount l'any 1922, i això la va convertit en la primera actriu europea de la història contractada a Hollywood. Va passar gran part de la dècada de 1920 treballant als Estats Units en nombroses pel·lícules per a Paramount, cosa que la consolidar com una de les actrius més populars del cinema mut estatunidenc. A la dècada de 1930, durant l'aparició del cinema sonor, Negri va tornar a Europa, on va aparèixer en múltiples pel·lícules per a Pathé Films i UFA, i també va començar una carrera com a artista de gravació. Va fer només dues pel·lícules després de 1940; el seu darrer crèdit a la pantalla va ser a la pel·lícula de Walt Disney The Moon-Spinners (1964).
Negri va passar gran part la seva vida posterior fora de l'esfera pública. Es va convertir en ciutadana dels Estats Units naturalitzada el 1951 i va passar la resta de la seva vida vivint a San Antonio, Texas, on va morir d'una pneumònia secundària o un tumor cerebral de què es va negar a tractar, el 1987, als 90 anys.

## Primers anys
Negri va néixer Barbara Apolonia Chalupec el 3 de gener de 1897 a Lipno, tsarat de Polònia, Imperi Rus (actual Lipno, Polònia), com l'únic fill supervivent (de tres) de la polonesa Eleonora Kiełczewska (morta el 24 d'agost de 1954). Segons Negri, la seva mare provenia de la noblesa polonesa empobrida, i la seva família havia perdut la seva fortuna pel suport a Napoleó Bonaparte. El pare de Negri, Juraj Chalupec (transcripció polonesa Jerzy Chałupec o Chałupiec, mort el 1920), va ser un llauner itinerant romaní-eslovac de Nesluša. Després que el seu pare fos arrestat per les autoritats imperials russes per activitats revolucionàries i enviat a Sibèria, ella i la seva mare es van traslladar a Varsòvia, on vivien en la pobresa, i on la seva mare treballava de cuinera.
Chalupec va ser criada com a catòlica per la seva mare, que va ser catòlica practicant tota la vida. En la seva joventut, Chalupec va ser acceptada a l'Acadèmia Imperial de Ballet de Varsòvia. La seva primera actuació fou a la danse des petits cygnes a El llac dels cignes de Piotr Ilitx Txaikovski; va aconseguir un paper en solitari al ballet d'Arthur Saint-Léon Coppélia. Tanmateix, un atac de tuberculosi la va obligar a deixar de ballar; la van enviar a un sanatori a Zakopane per recuperar-se. Durant els seus tres mesos de convalescència, va adoptar el pseudònim de Pola Negri, en honor a la novel·lista i poetessa italiana Ada Negri; "Pola" era l'abreviatura del seu propi nom, Apolonia (de vegades escrit Apollonia).

## Carrera

### Teatre i cinema polonès
Pola Negri és molt temperamental, però té el seu temperament sota un estricte control. Ella, com altres actrius de caràcter com Norma Talmadge i Anna Q. Nilsson, recorre a les llàgrimes si alguna cosa va malament. Aquestes tres dones les considero les millors de la pantalla avui. És un goig dirigir-les: són tan sensibles a les impressions. Però si a alguna d'elles se li demana que interpreti un personatge d'una manera que ella creu aliena al paper, no és capaç de continuar".—Director Herbert Brenon (1880-1958) a Motion Picture Magazine, February 1926.
Després que Negri tornés del sanatori, va audicionar amb èxit a l'Acadèmia Imperial d'Arts Dramàtiques de Varsòvia. Alhora va prendre classes privades a l'exterior amb la reconeguda actriu i professora polonesa Honorata Leszczyńska. Va fer el seu debut teatral abans de graduar-se al Teatre Petit de Varsòvia el 2 d'octubre de 1912.
Va fer el seu debut teatral el 1913 amb Hannele de Gerhardt Hauptmann a Varsòvia i va aparèixer l'any següent a la seva primera pel·lícula, Niewolnica zmysłów. Hi va continuar actuant mentre acabava els seus estudis a l'acadèmia, i es va graduar el 1914. La seva actuació de graduació va ser com a Hedwig a L'ànec salvatge de Henrik Ibsen, que va donar lloc a ofertes per unir-se a un nombre dels teatres destacats de Varsòvia.
Al final de la Primera Guerra Mundial, Negri s'havia establert com una popular actriu teatral. Va fer una aparició al Gran Teatre a Sumurun, així com Śluby panieńskie d’Aleksander Fredro al Teatre Petit i al Teatre d'Estiu al Jardí Saxó. Va debutar al cinema el 1914 amb Niewolnica zmysłów (Esclava dels seus sentits). Va aparèixer en pel·lícules fetes per la indústria cinematogràfica de Varsòvia, com ara Bestia (estrenada als Estats Units com The Polish Dancer), Pokój nr 13 (Habitació número 13), Jego ostatni czyn (El seu darrer gest), Studenci (Estudiants), i Żona (L’esposa).

### Ernst Lubitsch i la carrera l cinema mut alemany

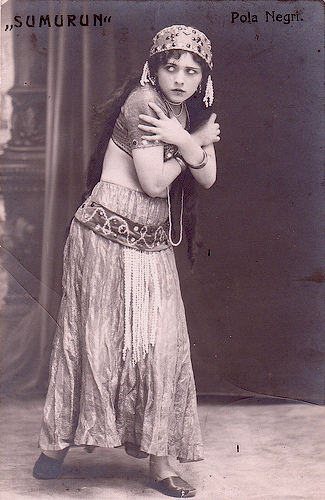
Negri a Sumurun (1920)

La popularitat de Negri a Polònia li va donar l'oportunitat de traslladar-se a Berlín el 1917, per aparèixer com la ballarina en la producció teatral alemanya de Max Reinhardt de Sumurun. En aquesta producció, va conèixer Ernst Lubitsch, que en aquell moment produïa comèdies per a l'estudi de cinema alemany UFA. Negri va signar per primera vegada amb Saturn Films i va fer sis pel·lícules amb ells, inclosa Wenn das Herz in Haß erglüht (1917). Després d'això, va entrar en nòmina de l'UFA; Algunes de les pel·lícules que va fer amb UFA foren Mania (1918), Der Gelbe Schein (1918), i Komtesse Doddy (1919).
El 1918, Lubitsch va convèncer UFA perquè li deixés crear una pel·lícula de gran pressupost amb Negri com a personatge principal. El resultat va ser Die Augen der Mumie Ma (1918), que va ser un èxit popular i va donar lloc a una sèrie de col·laboracions Lubitsch/Negri, cadascuna més gran en pressupost que la pel·lícula anterior. La següent va ser Carmen (1918, reeditada als Estats Units el 1921 com a Gypsy Blood), a la qual va seguir Madame DuBarry (1919, publicada als Estats Units com a Passion). Madame DuBarry es va convertir en un gran èxit internacional, va fer caure l'embargament estatunidenc a les pel·lícules alemanyes i va llançar un demanda que va amenaçar breument amb desallotjar el domini de Hollywood del mercat internacional del cinema. Negri i Lubitsch van fer tres pel·lícules alemanyes junts després d'això, Sumurun (aka One Arabian Night, 1920), Die Bergkatze (aka The Mountain Cat o The Wildcat, 1921),i Die Flamme (1922), i UFA van emprar Negri per a pel·lícules amb altres directors, com Vendetta (1919) i Sappho (1921), moltes de les quals van ser comprades per distribuïdors estatunidencs i projectades als Estats Units.

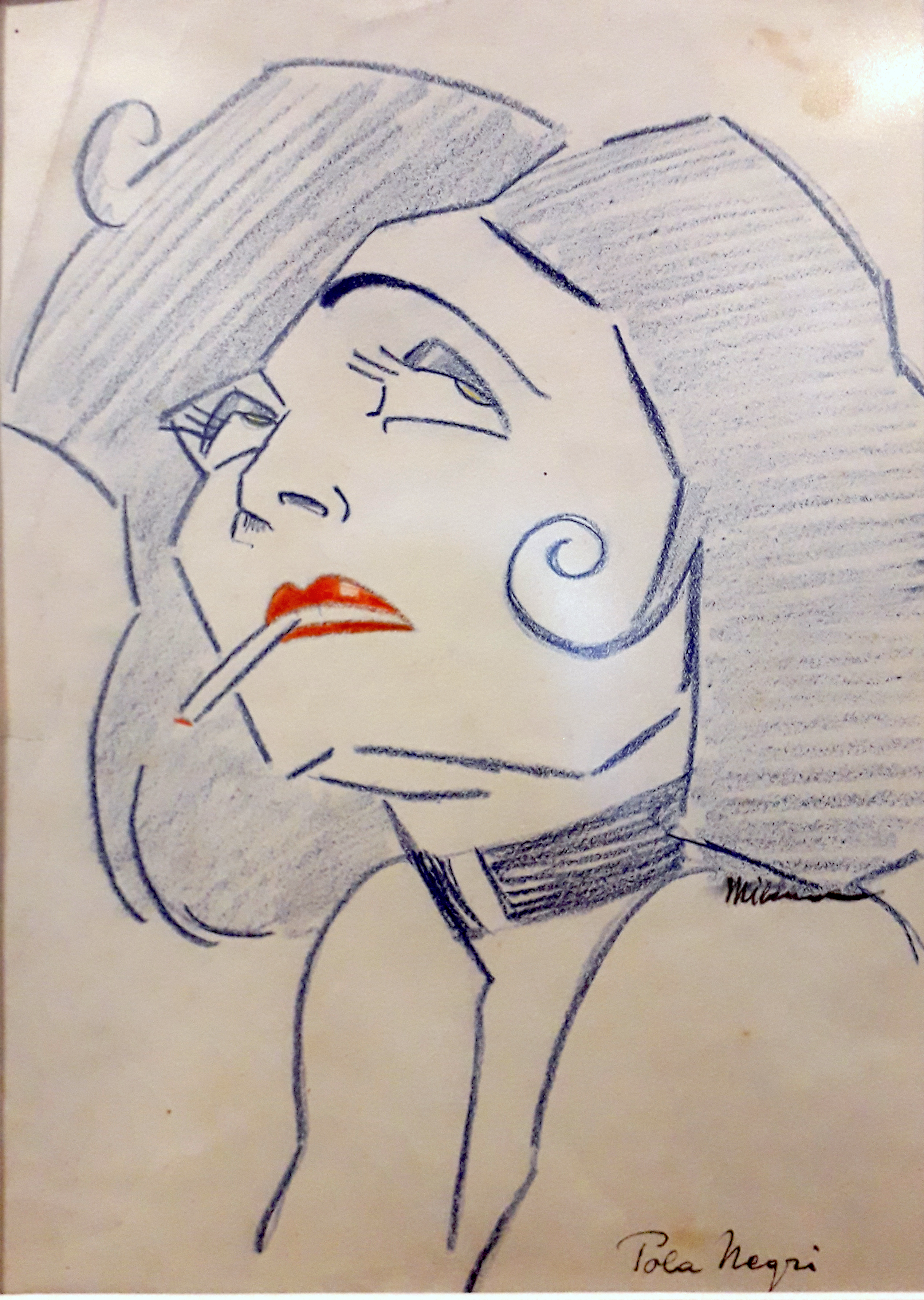
Dibuix de Pola Negri per Milena Pavlović-Barili

Hollywood va respondre a aquesta nova amenaça comprant talents alemanys clau, començant pels serveis de Lubitsch i Negri. Lubitsch va ser el primer director que va ser portat a Hollywood, Mary Pickford va demanar els seus serveis a la seva pel·lícula de costums Rosita (1923). El magnat de Paramount Pictures Jesse Lasky va veure l'estrena de Madame DuBarry a Berlín el 1919, i Paramount va convidar Negri a venir a Hollywood el 1921. Va signar un contracte de 3.000 dòlars setmanals amb Paramount i va arribar a Nova York el 1921 amb una ràfega de publicitat el 12 de setembre de 1922. Això va convertir Negri en la primera estrella continental importada a Hollywood,establint un precedent per les estrelles europees importades amb Vilma Bánky, Greta Garbo, i Marlene Dietrich, entre moltes altres. The Hot Dog, una publicació mensual de Cleveland, en el seu propi anunci promocional de Paramount el febrer de 1922 va afirmar que el veritable nom de Negri era Paula Schwartz, i que era jueva, cosa que era completament falsa.

### Període Paramount

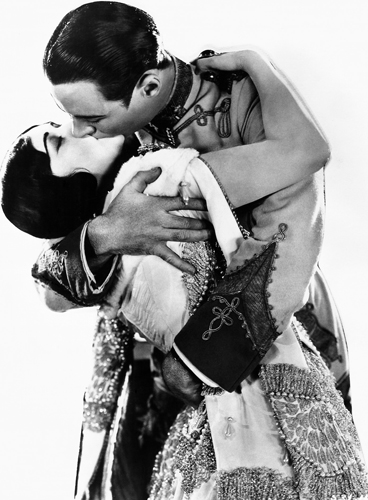
Negri i Rod La Rocque en un cartell publicidari de Forbidden Paradise (1924)

Negri es va acabar convertint en una de les actrius de Hollywood més populars de l'època i, sens dubte, la dona més rica de la indústria cinematogràfica de l'època, vivia en una mansió de Los Angeles inspirada en la Casa Blanca. Mentre estava a Hollywood, va començar diverses tendències de moda femenina, algunes de les quals encara són elements bàsics de la moda avui en dia, com ara les ungles dels peus pintades de vermell, les botes de pell i els turbants.Negri va ser tema de fotografia freqüent del fotògraf retratista de Hollywood Eugene Robert Richee, i durant aquest període es van fer diverses fotografies d'ella.
Les dues primeres pel·lícules de Paramount de Negri van ser Bella Donna (1923) i The Cheat (1923), totes dues dirigides per George Fitzmaurice i van ser remakes de pel·lícules de Paramount de 1915. La seva primera pel·lícula d'espectacle va ser The Spanish Dancer (1923), dirigida per Herbert Brenon i basada en la novel·la de Victor Hugo Don César de Bazan. El guió inicial estava pensat com un vehicle per a Rodolfo Valentino abans que abandonés la Paramount i fos reelaborat per a Negri. Rosita, la pel·lícula de Lubitsch amb Mary Pickford, es va estrenar el mateix any i va estar basada en Don César de Bazan. Segons el llibre Paramount Pictures and the People Who Made Them, "Els crítics van tenir un dia de camp comparant les dues. L'opinió general era que la pel·lícula de Pickford estava més polida, però la pel·lícula de Negri era més entretinguda".
Inicialment, Paramount va utilitzar Negri com una misteriosa dona fatal europea i un cavallet de roba com ho havien fet amb Gloria Swanson i va organitzar una disputa continuada entre les dues actrius, que l'actor Charlie Chaplin va recordar a la seva autobiografia com "una barreja de gelosies i baralles cuinades." Negri estava preocupada perquè Paramount estigués manipulant malament la seva carrera i la seva imatge i va organitzar que el seu antic director Ernst Lubitsch la dirigís a l'aclamada Forbidden Paradise (1924). Va ser l'última vegada que ambdós van treballar junts en una pel·lícula. El 1925, l'opulència continental de Negri a la pantalla començava a desgastar-se amb alguns segments de l'audiència estatunidenca, una situació parodiada a la comèdia dirigida per Mal St. Clair A Woman of the World (1925), protagonitzada per Negri.

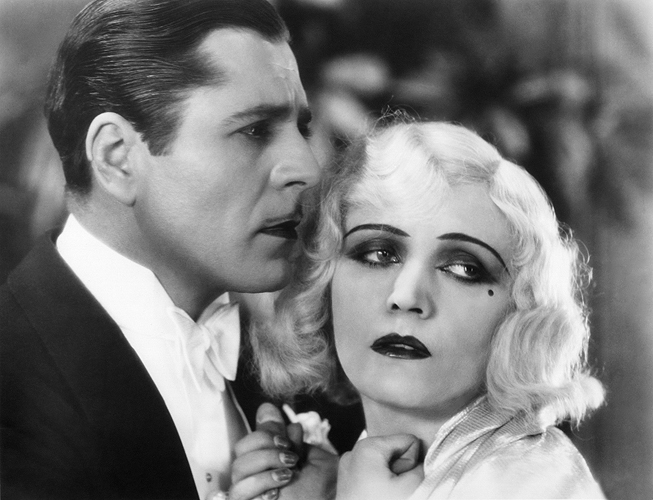
Negri amb Warner Baxter en una foto publicitària de Three Sinners (1928)

El 1926, Negri va protagonitzar The Crown of Lies i Good and Naughty, la primera de les quals va obtenir una crítica desfavorable a la revista Photoplay, que la considerava un "vehicle Pola Negri impossible. Si no tens res més a fer, mira això i pateix amb Pola." L'any següent Paramount va passar a incloure Negri en papers internacionals de pes en pel·lícules com ara Hotel Imperial (1927) dirigida i produïda per Mauritz Stiller i produïda per Erich Pommer, en un aparent esforç per donar-li una imatge més de peus a terra i relatable. Tot i que, segons es diu, Hotel Imperial va resultar rendible a taquilla, la seva següent pel·lícula Barbed Wire (1927), dirigida per Rowland V. Lee, i una sèrie de pel·lícules posteriors no ho van ser, segons es diu a causa de la publicitat negativa sobre el seu comportament al funeral de Rodolfo Valentino (es va desmaiar unes quantes vegades i va plorar exageradament) i el seu matrimoni de rebot amb el príncep georgià Serge Mdivani, tot i que les seves pel·lícules van continuar donant bon resultat a nivell internacional. Negri es va defensar dient: "És difícil que un estranger vingui a Amèrica... M'havien dit tant què no havia de fer. Va ser especialment difícil per a mi, una eslava. La meva emoció semblava exagerada als nord-americans. No puc evitar-ho, no tinc la moderació i el tacte anglosaxons."
L'any 1928, Negri guanyava 10.000 dòlars setmanals i va ser dirigit per Rowland V. Lee en altres tres pel·lícules (The Secret Hour, Three Sinners, i Loves of an Actress), abans de fer la seva darrera pel·lícula per a Paramount Pictures, The Woman from Moscow, amb Norman Kerry. Negri va afirmar a la seva autobiografia que va optar per no renovar el seu contracte amb Paramount, escollint retirar-se del cinema i viure com a ama de casa al Château de Rueil-Seraincourt, prop de Vigny, que posseïa i on s'havia casat amb el seu segon marit. El mateix any es va publicar el seu volum breu amb reflexions sobre l'art i el cinema, La Vie et Le Rêve au Cinéma, editat per Albin Michel, es va publicar. El 1929, segons informa, havia guanyat 5 milions de dòlars.

### Últimes pel·lícules; retorn a UFA

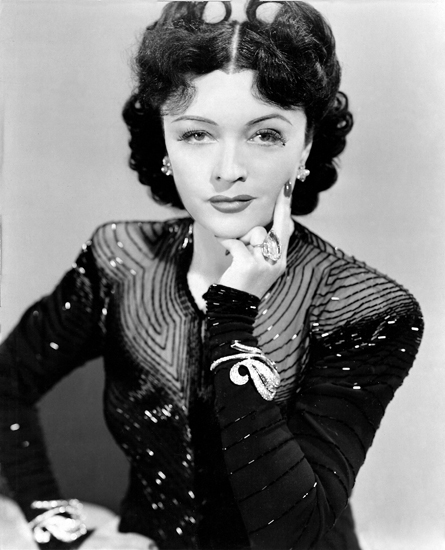
Negri en un retrat publicitari de Hi Diddle Diddle (1943)

La retirada inicial de Negri el 1928 va resultar de curta durada. Negri va patir un avortament involuntari i més tard es va assabentar que el seu marit estava jugant-se la seva fortuna en negocis especulatius, cosa que va tensar la seva relació. Va tornar a actuar quan una productora independent li va oferir treballar en una producció cinematogràfica britànica que havia de ser distribuïda per Gaumont-British. Inicialment la pel·lícula havia de ser una versió filmada de Caesar and Cleopatra de George Bernard Shaw, i Shaw es va oferir a modificar l'obra per adaptar-la a la pel·lícula. Quan els drets van resultar ser massa cars, la companyia va optar per una història original i va contractar el director alemany de Kammerspielfilm Paul Czinner per dirigir-la. La pel·lícula resultant, The Way of Lost Souls (també coneguda com The Woman He Scorned), es va estrenar el 1929; va ser l'última pel·lícula muda de Negri.
Negri va tornar a Hollywood el 1931 per començar a filmar la seva primera pel·lícula sonora, A Woman Commands (1932). La pel·lícula en si va ser mal rebuda, però la interpretació de Negri de la cançó "Paradise", la peça central de la pel·lícula, es va convertir en un èxit considerable en el format de partitura. La cançó es va convertir en un estàndard menor i va ser interpretada per molts altres intèrprets, inclosos Russ Columbo, Louis Prima i Keely Smith. Negri va fer una reeixida gira de vodevil per promocionar la cançó. Aleshores va ser emprada en el paper principal de la producció teatral de gira A Trip to Pressburg, que es va estrenar al Shubert Theatre de Nova York. No obstant això, es va esfondrar després del teló final a la parada de la producció a Pittsburgh, Pennsilvània, a causa d'una inflamació de la vesícula biliar, i no va poder completar la gira. Negri va tornar a França per aparèixer a Fanatisme (1934), una pel·lícula de costums històrica sobre Napoleó III. La pel·lícula va ser dirigida per l'equip de direcció de Tony Lekain i Gaston Ravel i estrenada per Pathé. Va ser la seva única pel·lícula francesa.
Després d'això, l'actor i director Willi Forst va portar a Negri a Alemanya per aparèixer a la pel·lícula Mazurka (1935). La pel·lícula va ser considerada "artísticament valuosa" (alemany: künstlerisch wertvoll) pel Reichsfilmkammer. Mazurka va guanyar molta popularitat a Alemanya i a l'estranger i es va convertir en una de les pel·lícules preferides d'Adolf Hitler, fet que, juntament amb els seus comentaris admiratius sobre l'eficiència de la indústria cinematogràfica alemanya, va donar lloc al rumor el 1937 que Negri havia tingut una aventura amb Hitler. Negri va demandar per difamació Pour Vous, la revista francesa que havia fet circular el rumor, i va guanyar. Mazurka es va refer (gairebé pla per pla) als Estats Units com a Confession (1937), protagonitzada per Kay Francis.

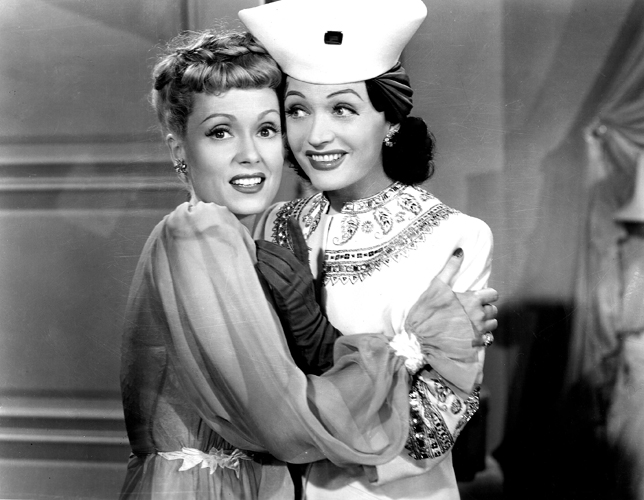
Martha Scott i Negri en una foto publicitària de Hi Diddle Diddle (1943)

Després de l'èxit de Mazurka, l'antic estudi de Negri, l'ara UFA controlat per Joseph Goebbels, va signar amb Negri un nou contracte. Negri va viure a França mentre treballava per a UFA, i va fer cinc pel·lícules amb la companyia: Moskau – Shanghai (1936), Madame Bovary, Tango Notturno (ambdues 1937), Die fromme Lüge (1938), i Die Nacht der Entscheidung (1938).
Després que els nazis es van apoderar de França, Negri va fugir als Estats Units. Durant el seu vol, va passar uns dies a Portugal. Es va allotjar a Monte Estoril, a l'Hotel Atlântico, entre el 28 de juny i el 30 de juny de 1940. L'endemà es va traslladar a l'hotel Palácio d'Estoril. Va navegar a Nova York des de Lisboa, Portugal, i inicialment va viure venent joies. Va ser contractada en un paper secundari com la temperamental cantant d'òpera Genya Smetana per a la comèdia de 1943 Hi Diddle Diddle. Després de l'èxit d'aquesta pel·lícula, a Negri se li van oferir nombrosos papers que eren essencialment repeticions del seu paper a Hi Diddle Diddle, tots els quals va rebutjar com a derivats. El 1944, Negri va ser contractada per l'agent Miles Ingalls per a una gira de vodevil a nivell nacional. Segons la seva autobiografia, també va aparèixer en un club de sopars de Boston el 1945 per a un repertori centrat en la cançó "Paradise", i es va retirar del negoci de l'entreteniment en conjunt.

### Retirada i últimes aparicions
El 1948 Billy Wilder es va acostar a Negri per aparèixer com Norma Desmond a la pel·lícula Sunset Boulevard (1950), després de Mae Murray, Mae West, Greta Garbo, Norma Shearer i Mary Pickford van declinar el paper. Negri va rebutjar el paper perquè sentia que el guió no estava preparat i que Montgomery Clift, que estava programat per interpretar el personatge de Joe Gillis en aquell moment, no era una bona opció per al personatge. El paper de Gillis finalment va ser per a William Holden, i Gloria Swanson va acceptar el paper de Norma Desmond.
Negri va sortir de la seva jubilació per aparèixer a la pel·lícula de Walt Disney The Moon-Spinners (1964), protagonitzada per Hayley Mills i Eli Wallach. L'aparició de Negri a la pel·lícula com a excèntrica col·leccionista de joies Madame Habib es va rodar a Londres al llarg de dues setmanes. Mentre rodava The Moon-Spinners va fer sensació en aparèixer davant la premsa de Londres al seu hotel en companyia d'un guepard engrescador, que també havia aparegut a la pel·lícula, amb una corretja de cadena d'acer. El mateix any va rebre un premi honorífic de la indústria cinematogràfica alemanya pel seu treball cinematogràfic, seguit d'un premi Hemis-Film a San Antonio el 1968. El 1970 va publicar la seva autobiografia Memoirs of a Star, publicat per Doubleday. Va fer una aparició al Museum of Modern Art el 30 d'abril de 1970, per a un acte de projecció en el seu honor, que va incloure la seva pel·lícula A Woman of the World (1925) i seleccions de les seves pel·lícules. Negri va ser convidat d'honor a la projecció de Carmen de 1972 celebrada al Witte Museum de San Antonio.
El 1975, el director Vincente Minnelli es va acostar a Negri per aparèixer com la Contessa Sanziani a Nina, una qüestió de temps, però Negri no va acceptar a causa de la mala salut. El 1978, Billy Wilder va dirigir Fedora, i encara que Negri no apareix a la pel·lícula, el personatge principal es va basar en gran part en ella. La seva darrera cobertura d'alt perfil durant la seva vida va ser per a "Where Are They Now?" llargmetratge sobre estrelles del cinema mut, que va aparèixer a la revista Life el 1980.

## Vida personal
El primer matrimoni de Negri va ser amb el comte Eugeniusz Dąbski, i va durar poc. Negri es va casar amb Dąbski a l'església de l'Assumpció de Santa Maria a Sosnowiec el 5 de novembre de 1919, convertint-se així en la comtessa Apolonia Dąbska-Chałupec. Després d'un llarg període de separació, la unió de Negri i Dąbski es va dissoldre el 1922.
Després de començar a treballar als Estats Units, va ser objecte de titulars i columnes de xafarderies amb una sèrie d'amors de celebritats, sobretot amb les estrelles de cinema Charlie Chaplin, Rod La Rocque i Rodolfo Valentino. Negri havia conegut a Chaplin mentre estava a Alemanya, i el que va començar com una relació platònica es va convertir en un afer ben difós i una especulació matrimonial que va rebre el titular "La reina de la tragèdia es casa amb el rei de la comèdia." La relació nova quatllar i Negri es va involucrar durant un temps amb l'actor Rod La Rocque, que va aparèixer com el seu coprotagonista a Forbidden Paradise. (1924). Negri va conèixer Rodolfo Valentino en una festa de disfresses celebrada per Marion Davies i William Randolph Hearst a la finca de San Simeon i, segons es diu, va ser l'amant de Valentino fins a la seva mort el 1926. Ella va provocar una sensació mediàtica al seu funeral a Nova York el 24 d'agost de 1926, en el qual es va "desmaiar" diverses vegades, i segons l'actor Ben Lyon, va organitzar un gran arranjament floral que deia "P-O-L-A" col·locat al taüt de Valentino. La premsa va qualificar les seves accions com a truc publicitari. En el moment de la seva mort i durant la resta de la seva vida, Negri va afirmar que Valentino havia estat l'amor de la seva vida.

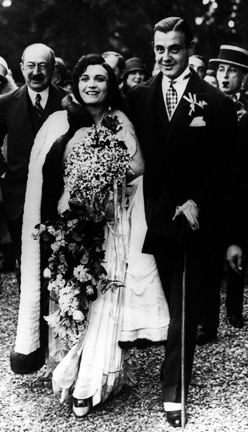
Negri i el seu segon marit Serge Mdivani en el seu casament, 14 de maig de 1927

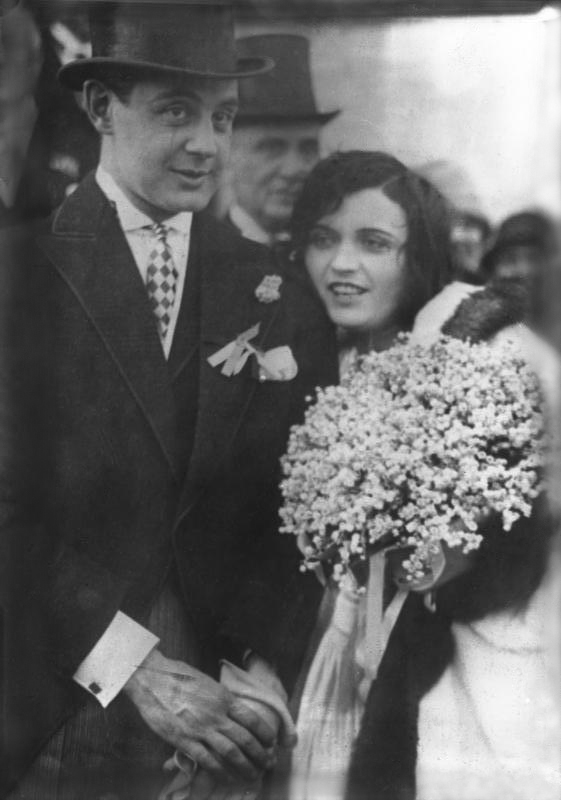
Negri i Serge Mdivani, el 1930

Negri aviat es va casar de nou, amb l'autoanomenat "príncep" georgià Serge Mdivani. Aquesta acció va provocar que l'opinió pública dels Estats Units es llancés contra ella perquè va ho va fer tan ràpidament després de la mort de Rodolfo Valentino. Negri i Mdivani es van casar el 14 de maig de 1927 (menys de nou mesos després de la mort de Valentino); poc després es va quedar embarassada, i la Negri, que sempre va voler tenir un fill, va començar a cuidar millor la seva salut i fins i tot es va plantejar retirar-se del cinema per ser mestressa de casa i mare. Tanmateix, s'ha informat que va patir un avortament involuntari. Va lamentar la pèrdua del seu fill durant la resta de la seva vida; ella i Mdivani es va divorciar el 2 d'abril de 1931.
Mentre residia a l'Hotel Ambassador de Nova York l'abril de 1932, Negri va actuar amb Russ Columbo a la revista de varietats de George Jessel al Schubert Theatre i va estar breument relacionada amb Columbo. Després de l'estrena de la seva pel·lícula A Woman Commands a Hollywood, Columbo va interpretar la cançó característica de Negri "Paradise" amb la seva orquestra i li va dedicar la cançó. Columbo també va gravar i llançar la cançó com a single de 78 rpm aquell any amb lletres lleugerament alterades, i el senzill es va convertir en una gran sensació entre el públic de tot el país.
Quan Negri va tornar als Estats Units a principis de la dècada de 1940, es va fer amiga íntima de Margaret West, una hereva del petroli i actriu de vodevil a qui havia conegut originalment als anys trenta. Ambdues van compartir una casa davant de la platja a Los Angeles amb la mare de Negri, llavors de 88 anys, i més tard a Bel Air. Negri, que va continuar sent una catòlica devota en la seva vida posterior, va passar el seu temps recaptant fons per a organitzacions benèfiques catòliques tant amb la seva mare com amb West. Després de la mort de la mare de Negri d'un càncer de pàncrees el 1954, ella i West es van traslladar de Los Angeles a San Antonio, Texas el 1957. Negri va viure amb West fins que aquesta última va morir per insuficiència cardíaca el 1963. La Negri es va traslladar de la casa que havia compartit amb West a una casa adossada situada al número 7707 de Broadway a San Antonio, on va passar la resta dels seus anys, en gran part fora de la vista pública.
Alguns estudiosos, com la biògrafa de Rodolfo Valentino, Emily Leider, han suggerit que Negri era bisexual i que ella i West eren parella romàntica. El biògraf de Negri, Sergio Delgado, ho contesta, tot i que assenyala al seu llibre de 2016 Pola Negri: Temptress of Silent Hollywood, que hi ha "evidències anecdòtiques fortes" que Negri era bisexual.

## Mort

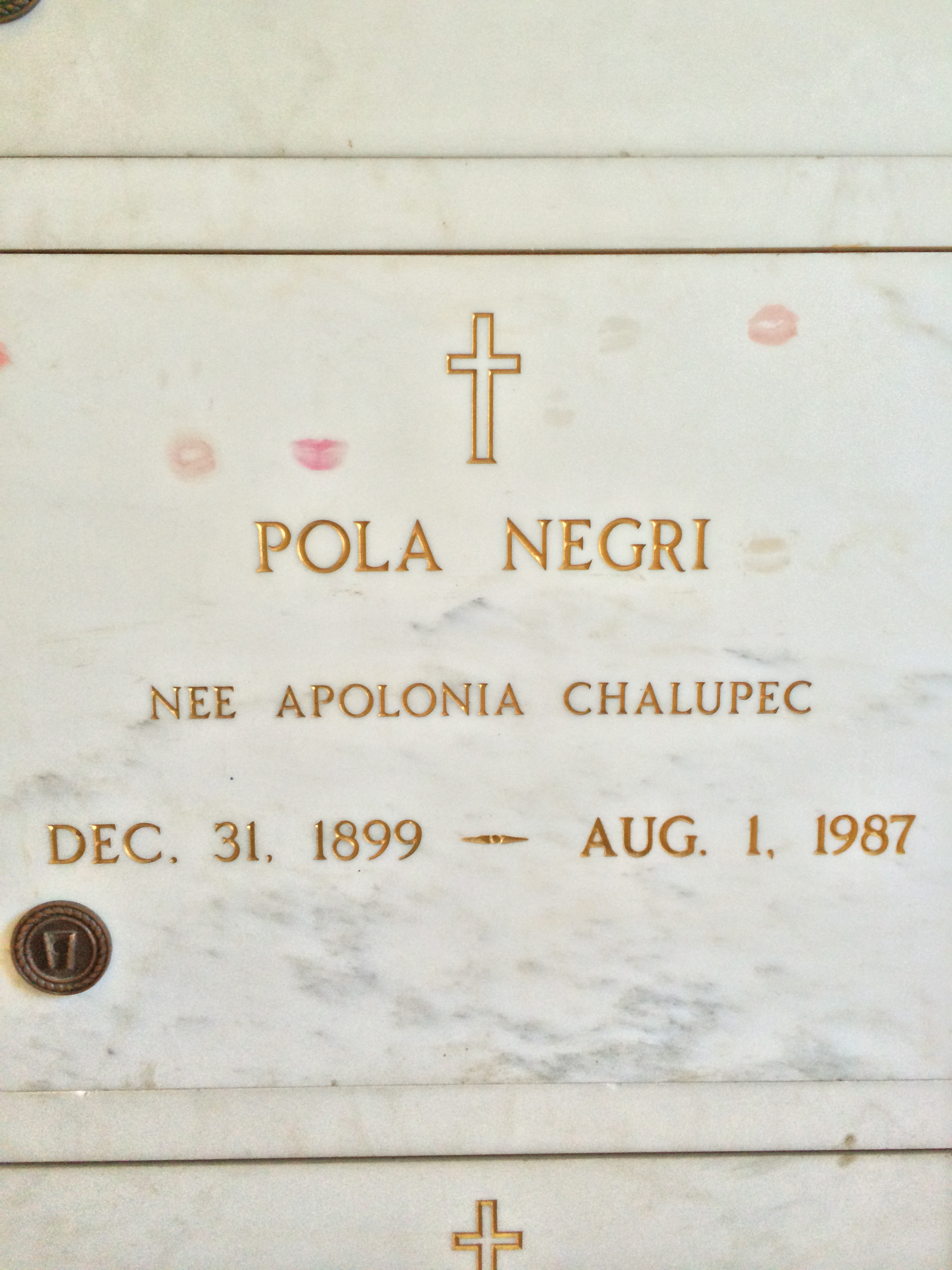
Cripta de Negri al Calvary Cemetery, amb la seva data de naixement incorrecta

Pola Negri va morir l'1 d'agost de 1987, als 90 anys, al Northeast Baptist Hospital a San Antonio, Texas. La seva mort va ser causada per una pneumònia per la qual havia estat traslladada d'urgència a l'hospital una setmana abans; tanmateix, també patia un tumor cerebral, pel qual havia rebutjat el tractament durant dos anys. A la seva vetlla a la funerària Porter Loring de San Antonio, el seu cos fou exposats amb un vestit de gasa daurat groc amb un turbant daurat a joc. La seva mort va rebre una àmplia cobertura als diaris de la seva ciutat natal San Antonio Light, i San Antonio Express-News, i a publicacions com Los Angeles Times, The New York Times, i Variety.
Negri fou sebollida al Cementiri Calvary, East Los Angeles al costat de la seva mare Eleonora, que va morir el 1954 de càncer de pàncrees. Com que Negri no tenia fills ni germans, va deixar la major part de la seva propietat a St. Mary's University, a Texas, que inclou una col·lecció de records i diverses gravacions rares de les seves pel·lícules. La Universitat de St Mary's també va crear una beca en el seu nom. A més, una part generosa dels seus béns va ser donada a les monges poloneses de l'orde Seràfica; un gran retrat en blanc i negre penja a la petita capella al costat de la patrona de Polònia, la Mare de Déu de Częstochowa, a San Antonio.

## Llegat

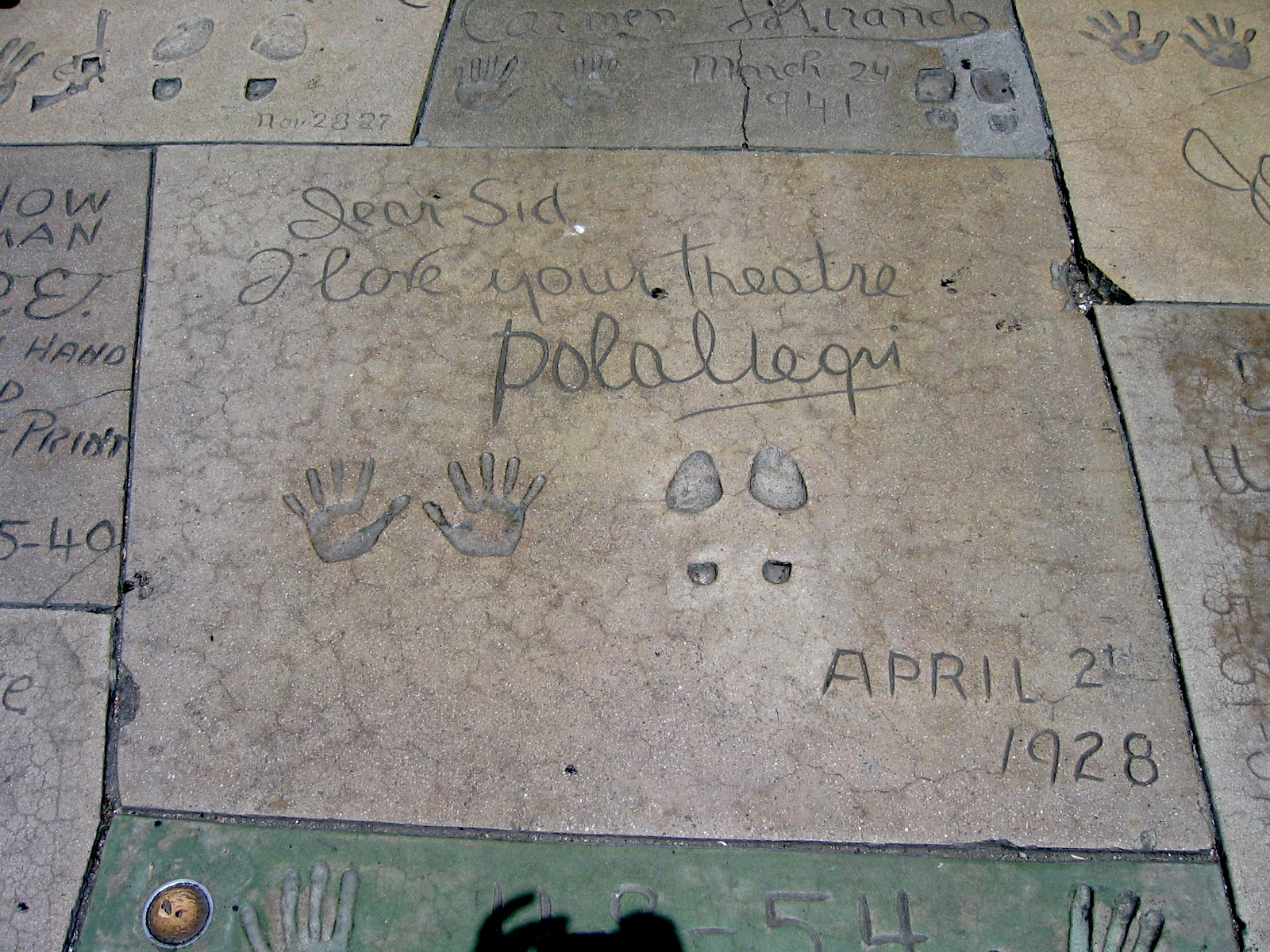
Firma i impressions de les mans i els peus de Negri davant del Grauman's Chinese Theatre

Negri té una estrella al Passeig de la Fama de Hollywood per la seva contribució a Motion Pictures al 6933 Hollywood Boulevard. Va ser l'onzena estrella de la història de Hollywood a col·locar les seves empremtes de mans i peus davant del Grauman's Chinese Theatre. Va rebre una estrella al Passeig de la Fama de Łódź i l'oficina de correus de Polònia va emetre un segell postal en honor a ella l'any 1996. El Festival de Cinema Polonès de Los Angeles la va recordar amb el Premi Pola Negri, atorgat a artistes cinematogràfics destacats, i el Museu Pola Negri de Lipno atorga un premi Polita per la seva excel·lència artística.
Negri, amb Theda Bara i Mae Murray, van ser les actrius els ulls de les quals es van combinar per formar el logotip del Festival Internacional de Cinema de Chicago, un primer pla en blanc i negre del compost d’ulls posats com a fotogrames repetits en una tira de pel·lícula. Va ser creat pel fundador del festival i director artístic Michael Kutza
Negri (interpretada per una ballarina/actriu no acreditada) fa un cameo a la pel·lícula de televisió Young Indiana Jones and the Hollywood Follies . A la pel·lícula, Indiana Jones i Claire Lieberman assisteixen a una festa de Hollywood, on veuen Negri ballant amb Valentino.
El 2006, un llargmetratge documental sobre la vida de Negri, Pola Negri: Life Is a Dream in Cinema, es va estrenar al setè Festival anual de cinema polonès de Los Angeles. La pel·lícula va ser dirigida pel biògraf de Negri, Mariusz Kotowski, i inclou entrevistes en profunditat amb Hayley Mills i Eli Wallach, que van protagonitzar l'última pel·lícula de Negri The Moon- Spinners (1964). Pola Negri: Life Is a Dream in Cinema s'ha presentat a les projeccions retrospectives de Negri a Europa i als Estats Units, sobretot al Museum of Modern Art de Nova York i a la Cinémathèque Française de París.
Kotowski va escriure una biografia de Negri en polonès titulada Pola Negri: Legenda Hollywood, editada a Polònia el 24 de febrer de 2011, i una biografia en anglès Pola Negri: Hollywood's First Femme Fatale, publicada per University Press of Kentucky el 8 d’abril de 2014. Kotowski va produir una compilació de 3 discs DVD de les primeres pel·lícules de Negri, Pola Negri, The Iconic Collection: The Early Years (2011).

## Filmografia
| Denota que la pel·lícula s'ha perdut, parcialment perdut o presumptament perdut | Denota una pel·lícula perduda o presumiblement perduda |

### A la Polònia imperial
| Any  | Pel·lícula                  | Director         | Companyia      | Notes | Ref.   |
| ---- | --------------------------- | ---------------- | -------------- | --- | ------ |
| 1914 | Niewolnica zmysłów          | Aleksander Hertz | Sphinx Company | Títols alternatius: Der Sklave der Sinne, primera pel·lícula a Polònia | [ 75 ] |
| 1915 | Żona                        | Aleksander Hertz | Sphinx Company | | [ 75 ] |
| 1915 | Czarna książka              | Aleksander Hertz | Sphinx Company | Primera versió de Der Gelbe Schein (The Yellow Ticket) | [ 25 ] |
| 1916 | Studenci                    | Aleksander Hertz | Sphinx Company | | [ 76 ] |
| 1917 | Bestia                      | Aleksander Hertz | Sphinx Company | Títols alternatius: The Polish Dancer (U.S), Bad Girl | [ 75 ] |
| 1917 | Tajemnica alei Ujazdowskich | Aleksander Hertz | Sphinx Company | Part de la sèrie Tajemnice Warszawy (Misteris de Varsòvia) | [ 77 ] |
| 1917 | Pokój Nr. 13                | Aleksander Hertz | Sphinx Company | Part de la sèrie Tajemnice Warszawy (Misteris de Varsòvia) | [ 77 ] |
| 1917 | Arabella                    | Aleksander Hertz | Sphinx Company | Nota: Tot i que es presumeix que la major part de la pel·lícula s'ha perdut, sobreviu un fragment curt, ja que es va utilitzar a la pel·lícula polonesa O czym się nie mówi (1939). | [ 77 ] |
| 1917 | Jego ostatni czyn           | Aleksander Hertz | Sphinx Company | | [ 79 ] |

### A Alemanya (període mut)
| Any  | Pel·lícula                          | Director                    | Companyia                | Notes | Ref.   |
| ---- | ----------------------------------- | --------------------------- | ------------------------ | --- | ------ |
| 1917 | Nicht lange täuschte mich das Glück | Kurt Matull                 | Saturn-Film AG           | Negri interpreta un doble paper secundari com a monja i ballarina de cabaret | [ 80 ] |
| 1917 | Zügelloses Blut                     | Unknown                     | Saturn-Film AG           | | [ 80 ] |
| 1917 | Küsse, die man stiehlt im Dunkeln   | Unknown                     | Saturn-Film AG           | | [ 80 ] |
| 1917 | Die toten Augen                     | Unknown                     | Saturn-Film AG           | | [ 80 ] |
| 1917 | Wenn das Herz in Haß erglüht        | Kurt Matull                 | Saturn-Film AG           | Aquesta pel·lícula sobreviu i s'ha projectat a La Cinémathèque Française de París i al Museu de Cinematografia de Łodz | [ 81 ] |
| 1918 | Rosen, die der Sturm entblättert    | Desconegut                  | Saturn-Film AG           | | [ 80 ] |
| 1918 | Mania                               | Eugen Illés                 | UFA                      | Escenografia de Paul Leni títol sencer: Mania, Die Geschichte einer Zigarettenarbeiterin (Mania: The Story of a Cigarette Girl). | [ 80 ] |
| 1918 | Die Augen der Mumie Ma              | Ernst Lubitsch              | UFA                      | Coprotagonistes: Harry Liedtke i Emil Jannings Primera col·laboració Negri/Lubitsch | [ 82 ] |
| 1918 | Der gelbe Schein                    | Victor Janson i Eugen Illés | UFA                      | Coprotagonistes: Harry Liedtke i Victor Janson | [ 80 ] |
| 1918 | Carmen                              | Ernst Lubitsch              | UFA                      | Coprotagonista: Harry Liedtke Títol alternatiu: Gypsy Blood (estrena USA) | [ 80 ] |
| 1919 | Das Karussell des Lebens            | Georg Jacoby                | UFA                      | Coprotagonista: Harry Liedtke Títol alternatiu: The Last Payment (estrena USA) | [ 25 ] |
| 1919 | Vendetta                            | Georg Jacoby                | UFA                      | Coprotagonistes: Emil Jannings i Harry Liedtke Títol alternatiu: Blutrache (Blood Revenge) | [ 80 ] |
| 1919 | Dämmerung des Todes                 | Georg Jacoby                | UFA                      | | [ 81 ] |
| 1919 | Kreuziget sie!                      | Georg Jacoby                | UFA                      | Coprotagonistes: Harry Liedtke i Victor Janson | [ 25 ] |
| 1919 | Madame DuBarry                      | Ernst Lubitsch              | UFA                      | Coprotagonistes: Emil Jannings i Harry Liedtke Títol alternatiu: Passion (estrena USA) | [ 25 ] |
| 1919 | Komtesse Dolly                      | Georg Jacoby                | UFA                      | Coprotagonistes: Harry Liedtke i Victor Janson | [ 25 ] |
| 1920 | Die Marchesa d'Armiani              | Alfred Halm                 | UFA                      | | [ 25 ] |
| 1920 | Sumurun                             | Ernst Lubitsch              | UFA                      | Coprotagonistes: Ernst Lubitsch, Paul Wegener, Harry Liedtke, i Jenny Hasselqvist Títol alternatiu: One Arabian night (estrena USA) Un remake de la producció teatral de Max Reinhardt, que també va comptar amb Negri i Lubitsch en els mateixos papers respectius, aquesta és l'única vegada que tots dos van aparèixer junts a la pantalla i és l'última vegada que Lubitsch va aparèixer a la pantalla com a actor. | [ 25 ] |
| 1920 | Das Martyrium                       | Paul Ludwig Stein           | UFA                      | | [ 25 ] |
| 1920 | Die geschlossene Kette              | Paul Ludwig Stein           | UFA                      | Títol alternatiu: Intrigue (estrena USA) | [ 25 ] |
| 1920 | Arme Violetta                       | Paul Ludwig Stein           | UFA                      | la pel·lícula va ser redescoberta en un soterrani de Nova York el 2020 |        |
| 1921 | Die Bergkatze                       | Ernst Lubitsch              | UFA                      | Coprotagonistes: Victor Janson, Paul Heidemann Títol alternatiu: The Wildcat Una comèdia i paròdia expressionista alemanya del gènere cinematogràfic expressionista | [ 25 ] |
| 1921 | Sappho                              | Dimitri Buchowetzki         | UFA                      | Coprotagonistes: Alfred Abel i Johannes Riemann Títol alternatiu: Mad Love (estrena USA) | [ 82 ] |
| 1921 | Die Flamme                          | Ernst Lubitsch              | Ernst Lubitsch Film GmbH | Coprotagonistes: Alfred Abel and Hermann Thimig Títol alternatiu: Montmartre (estrena USA) L'última pel·lícula alemanya d’Ernst Lubitsch | [ 82 ] |

### Període Paramount
| Any  | Pel·lícula            | Director                       | Companyia                      | Notes | Ref.   |
| ---- | --------------------- | ------------------------------ | ------------------------------ | --- | ------ |
| 1923 | Bella Donna           | George Fitzmaurice             | Famous Players-Lasky/Paramount | Coprotagonistes: Conway Tearle, Conrad Nagel, Adolphe Menjou Remake de la pel·lícula de 1915 Bella Donna amb Pauline Frederick                                                              | [ 84 ] |
| 1923 | The Cheat             | George Fitzmaurice             | Famous Players-Lasky/Paramount | Coprotagonistes: Jack Holt i Charles de Roche Remake de la pel·lícula de 1915 The Cheat protagonitzada per Fannie Ward i Sessue Hayakawa                                                    | [ 84 ] |
| 1923 | Hollywood             | James Cruze                    | Famous Players-Lasky/Paramount | Negri fa un cameo en aquesta pel·lícula, que compta amb aparicions convidades de moltes altres estrelles de Hollywood de l'època                                                            | [ 84 ] |
| 1923 | The Spanish Dancer    | Herbert Brenon                 | Famous Players-Lasky/Paramount | Coprotagonistes: Antonio Moreno, Wallace Beery i Adolphe Menjou | [ 84 ] |
| 1924 | Shadows of Paris      | Herbert Brenon                 | Famous Players-Lasky/Paramount | Coprotagonistes: Charles de Roche, Adolphe Menjou, i George O'Brien | [ 84 ] |
| 1924 | Men                   | Dimitri Buchowetzki            | Famous Players-Lasky/Paramount | | [ 84 ] |
| 1924 | Lily of the Dust      | Dimitri Buchowetzki            | Famous Players-Lasky/Paramount | Coprotagonistes: Ben Lyon, Noah Beery, i Raymond Griffith | [ 84 ] |
| 1924 | Forbidden Paradise    | Ernst Lubitsch                 | Famous Players-Lasky/Paramount | Coprotagonistes: Rod La Rocque, Adolphe Menjou, Pauline Starke, i Clark Gable (i(en un petit paper). Única la col·laboració nord-americana Lubitsch/Negri i la seva última pel·lícula junts | [ 84 ] |
| 1925 | East of Suez          | Raoul Walsh                    | Famous Players-Lasky/Paramount | Coprotagonistes: Edmund Lowe i Noah Beery Única pel·lícula de Negri dirigida per Raoul Walsh                                                                                                | [ 84 ] |
| 1925 | The Charmer           | Sidney Olcott                  | Famous Players-Lasky/Paramount | Coprotagonistes: Wallace MacDonald i Cesare Gravina | [ 84 ] |
| 1925 | Flower of Night       | Paul Bern                      | Famous Players-Lasky/Paramount | Coprotagonistes: Warner Oland, Gustav von Seyffertitz | [ 84 ] |
| 1925 | A Woman of the World  | Malcolm St. Clair              | Famous Players-Lasky/Paramount | Coprotagonistes: Charles Emmett Mack, Holmes Herbert, Chester Conklin | [ 84 ] |
| 1926 | The Crown of Lies     | Dimitri Buchowetzki            | Famous Players-Lasky/Paramount | | [ 85 ] |
| 1926 | Good and Naughty      | Malcolm St. Clair              | Famous Players-Lasky/Paramount | Coprotagonistes: Ford Sterling i Miss DuPont | [ 86 ] |
| 1927 | Hotel Imperial        | Mauritz Stiller                | Famous Players-Lasky/Paramount | Coprotagonistes: James Hall, George Siegmann, i Max Davidson Va batre rècords de taquilla en la venda d'entrades                                                                            | [ 87 ] |
| 1927 | Barbed Wire           | Rowland V. Lee Mauritz Stiller | Paramount                      | Coprotagonistes: Clive Brook, Einar Hanson, i Gustav von Seyffertitz Mauritz Stiller va començar la pel·lícula, però va ser substituït per Rowland V. Lee al principi del pel·lícula        | [ 88 ] |
| 1927 | The Woman on Trial    | Mauritz Stiller                | Paramount                      | Nota: Encara que s'han perdut majoritàriament, els fragments supervivents són propietat del Museum of Modern Art.                                                                           | [ 88 ] |
| 1928 | The Secret Hour       | Rowland V. Lee                 | Paramount                      | | [ 88 ] |
| 1928 | Three Sinners         | Rowland V. Lee                 | Paramount                      | Coprotagonistes: Warner Baxter, Paul Lukas, i Olga Baclanova | [ 88 ] |
| 1928 | Loves of an Actress   | Rowland V. Lee                 | Paramount                      | Coprotagonistes: Nils Asther i Paul Lukas Pel·lícula muda amb banda sonora | [ 88 ] |
| 1928 | The Woman from Moscow | Ludwig Berger                  | Paramount                      | Coprotagonistes: Norman Kerry, Paul Lukas, i Otto Matiesen Títol alternatiu: Rachel Pel·lícula muda amb banda sonora                                                                        | [ 88 ] |

### Internacional (període sonor)
| Any  | Pel·lícula                 | Director                  | Companyia                                                    | País         | Notes | Ref.   |
| ---- | -------------------------- | ------------------------- | ------------------------------------------------------------ | ------------ | --- | ------ |
| 1929 | The Woman He Scorned       | Paul Czinner              | Charles Whittaker Productions UK (Distributed By Warners UK) | Regne Unit   | Coprotagonistes: Hans Rehmann, Warwick Ward Títol alternatiu: The Way of Lost Souls, Street of Abandoned Children Pel·lícula muda amb banda sonora . La darrera pel·lícula muda de Negri. | [ 90 ] |
| 1932 | A Woman Commands           | Paul L. Stein             | RKO                                                          | Estats Units | Coprotagonistes: Basil Rathbone, Roland Young, H.B. Warner títol alternataiu: Maria Draga La primera pel·lícula sonora de Negri; inclou les cançons "Paradise", "I Wanna Be Kissed", "Promise You Will Remember Me". "Paradise" va ser un gran èxit i es va convertir en un estàndard durant molts anys; va ser versionada per Russ Colombo i Louis Prima, presentada al programa de televisió Adventures in Paradise, i utilitzada com a banda sonora per a altres pel·lícules de l'època.. | [ 91 ] |
| 1934 | Fanatisme                  | Tony Lekain, Gaston Ravel | Pathé                                                        | France       | Única pel·lícula francesa de Negri; la presenta cantant tres cançons | [ 92 ] |
| 1935 | Mazurka                    | Willi Forst               | Cine-Allianz/Tobis-Klangfilm                                 | Alemanya     | Coprotagonistes: Ingeborg Theek, Paul Hartmann, i Albrecht Schoenhals Presenta les cançons "Je sens en moi", "Mazurka", i "Nur eine Stunde". Refeta el 1937 per Warner Brothers com a Confession protagonitzada per Kay Francis i dirigida per l’austríac Joe May | [ 93 ] |
| 1936 | Moskau–Shanghai            | Paul Wegener              | UFA                                                          | Alemanya     | Coprotagonista: Gustav Diessl Títol alternatiu: Von Moskau nach Shanghai, Der Weg nach Shanghai, Begegnung in Shanghai, Zwischen Moskau und Shanghai Mostra la cançó "Mein Herz hat Heimweh..." | [ 94 ] |
| 1937 | Madame Bovary              | Gerhard Lamprecht         | UFA                                                          | Alemanya     | L'única pel·lícula sonora alemanya de Negri que es projecta als Estats Units | [ 94 ] |
| 1937 | Tango Notturno             | Fritz Kirchhoff           | UFA                                                          | Alemanya     | Coprotagonista: Albrecht Schoenhals Mostra les cançons "Ich hab an Dich Gedacht" i "Kommt das Glück nicht heut'? Dann kommt es morgen" | [ 95 ] |
| 1938 | Die fromme Lüge            | Nunzio Malasomma          | UFA                                                          | Alemanya     | Coprotagonista: Hermann Braun | [ 95 ] |
| 1938 | Die Nacht der Entscheidung | Nunzio Malasomma          | UFA                                                          | Alemanya     | Coprotagonista: Iván Petrovich Interpreta les cançons "Siehst Du die Sterne am Himmel" i "Zeig' der Welt nicht Dein Herz" | [ 94 ] |

### Últimes pel·lícules (EUA)
| Any  | Pel·lícula        | Director        | Companyia                                                   | Notes                                                                                   | Ref.   |
| ---- | ----------------- | --------------- | ----------------------------------------------------------- | --------------------------------------------------------------------------------------- | ------ |
| 1943 | Hi Diddle Diddle  | Andrew L. Stone | Andrew L. Stone Productions (Distribuïd per United Artists) | Coprotagonistes: Adolphe Menjou, Martha Scott, Billie Burke, Dennis O'Keefe, June Havoc | [ 96 ] |
| 1964 | The Moon-Spinners | James Neilson   | Walt Disney Productions                                     | Coprotagonistes: Hayley Mills, Eli Wallach                                              | [ 94 ] |

## Discografia
Negri va llançar un total de deu senzills de 78 rpm. El 1931, va gravar set cançons populars gitanes a Londres acompanyades de guitarres i cor, sis de les quals es van publicar com a cares de tres discos a l'empremta His Master's Voice de Victor. Va gravar una versió en francès de "Paradise" a París el 1933 amb "Mes Nuits sont Mortes" com a revers. (Les partitures es van publicar per a la versió en anglès, però la versió gravada només va aparèixer a la pel·lícula de 1932, A Woman Commands, i mai es va publicar com a disc.) La resta dels enregistraments de Negri, tallats des de 1935 fins a 1938, es va centrar en les cançons que cantava a les seves pel·lícules sonores alemanyes.
| Matriu No.   | Senzill No.    | Segell             | Títol de la cançó                                   | Temps i lloc de gravació                  | Notes                                                                                             |
| ------------ | -------------- | ------------------ | --------------------------------------------------- | ----------------------------------------- | ------------------------------------------------------------------------------------------------- |
| OB-641       | HMV EK-114     | His Master's Voice | V chas toski (L’hora de l’enyor)                    | Small Queen's Hall, London, 12 March 1931 | Acompanyada per Boris Golovka i dos més a la guitarra, amb cor.                                   |
| OB-642       | HMV EK-114     | His Master's Voice | Chto nam gore? (Perquè ho sents ?)                  | el mateix                                 | el mateix                                                                                         |
| OB-643       | (Not Released) | His Master's Voice | Yescho raz (Un cop una altra vegada)                | el mateix                                 | el mateix                                                                                         |
| OB-647       | HMV B-3820     | His Master's Voice | Ochy Tchornye (Ulls negres)                         | Small Queen's Hall, London, 13 March 1931 | el mateix                                                                                         |
| OB-648       | HMV EK-115     | His Master's Voice | Why Fall in Love?                                   | el mateix                                 | el mateix                                                                                         |
| OB-649       | HMV B-3820     | His Master's Voice | Adieu (Farewell, My Gypsy Camp)                     | el mateix                                 | el mateix                                                                                         |
| OB-650       | HMV EK-115     | His Master's Voice | Dwe gitary (Two Guitars aka "Gypsy, Sing!")         | el mateix                                 | el mateix; dedicat a Pola Negri per Boris Golovka                                                 |
| P 76523      | AP 989         | Ultraphone         | Mes Nuits sont Mortes                               | Paris, juliol de 1933                     |                                                                                                   |
| P 76524      | AP 989         | Ultraphone         | Paradis                                             | Paris, juliol d 1933                      | Versió en francès de "Paradise"; cara A del single AP 989                                         |
| P Be 10937-3 | 0–4723         | Odéon              | Mazurka (Ich Spür' In Mir...)                       | Berlín, 8 d'abril de 1935                 | Cançó de la pel·lícula Mazurka (1935); orquestra arr. de Peter Kreuder                            |
| P Be 10938-3 | 0–4723         | Odéon              | Nur eine Stunde                                     | Berlin, 8 d'abril de 1935                 | Cançó de la pel·lícula Mazurka (1935); orquestra arr. de Peter Kreuder                            |
| 128338       | R 2271         | Parlophone         | For That One Hour of Passion                        | Berlin, començament de 1936               | Versió en anglès de "Nur eine Stunde". Versió original de la pel·lícula Mazurka.                  |
| 128337       | R 2271         | Parlophone         | Stay Close to Me                                    | Berlin, començament de 1936               | Versió en anglès de "Ich Spür' In Mir". Versió original de la pel·lícula Mazurka.                 |
| P Be 11241   | 0–4736         | Odéon              | Vergiss deine Sehnsucht                             | Berlin, 17 de març de 1936                | Orquestra arranjada per W. Schmidt-Boelcke.                                                       |
| P Be 11242   | 0–4736         | Odéon              | Wenn die Sonne hinter den Dächern versinkt          | Berlin, 17 March 1936                     | Orquestra arranjada per W. Schmidt-Boelcke.                                                       |
| P Be 11432-2 | 0–4742         | Odéon              | Mein Herz hat Heimweh...                            | Berlin, 2 de setembre 1936                | Cançó per la pel·lícula Moskau-Shanghai (1936). Orquestra arranjada per Hans-Otto Borgmann.       |
| P Be 11433   | 0–4742         | Odéon              | Ich möchte einmal nur mein ganzes Herz verschwenden | Berlin, 2 de setembre de 1936             | Orquestra arranjada per Hans-Otto Borgmann                                                        |
| P Be 11891   | 0–4765         | Odéon              | Ich hab an Dich gedacht                             | Berlin, 15 de desembre de 1937            | Cançó per la pel·lícula Tango Notturno (1937). Orquestra arranjada per Hans-Otto Borgmann.        |
| P Be 11892   | 0–4765         | Odéon              | Kommt das Glück nicht heut'? Dann kommt es morgen   | Berlin, 15 de desembre de 1937            | Cançó per la pel·lícula Tango Notturno (1937). Orquestra arranjada per Hans-Otto Borgmann.        |
| P Be 12171   | 0 288233       | Odéon              | Zeig der Welt nicht Dein Herz                       | Berlin, 30 de desembre de 1938            | Cançó per la pel·lícula Die Nacht der Entscheidung (1938). Orquestra arranjada per Lothar Bruhne. |
| P Be 12172   | 0 288233       | Odéon              | Siehst Du die Sterne                                | Berlin, 30 de desembre de 1938            | Cançó per la pel·lícula Die Nacht der Entscheidung (1938). Orquestra arranjada per Lothar Bruhne. |

## Obres citades
- Beinhorn, Courtenay Wyche. The Film Career of Pola Negri, 1914–1964.  Austin, TX: University of Texas at Austin, gener 1975.
- Bock, Hans-Michael. The Concise Cinegraph: Encyclopedia of German Cinema.  Nova York: Berghahn Books, 2009. ISBN 978-1-571-81655-9.
- Chaplin, Charles. My Autobiography.  Nova York: Simon and Schuster, 1964. ISBN 978-0-370-00239-2.
- Delgado, Sergi. Pola Negri: Temptress of Silent Hollywood.  Jefferson, North Carolina: McFarland, 2016. ISBN 978-1-476-62435-8.
- Edmonds, I.G.; Mimura, Reiko. Paramount Pictures and the People Who Made Them.  San Diego: A.S. Barnes and Co., Inc., 1980.
- Haltof, Marek. Polish National Cinema.  Nova York: Berghahn Books, 2002. ISBN 978-1-782-38469-4.
- Koszarski, Richard. 1976. Hollywood Directors: 1914-1940. Oxford University Press. Library of Congress Catalog Number: 76-9262.
- Kotowski, Mariusz. Pola Negri: Hollywood's First Femme Fatale.  Lexington, KY: University Press of Kentucky, 2014. ISBN 978-0-813-14489-4.
- Kreimeier, Klaus. The UFA Story: A Story of Germany's Greatest Film Company 1918–1945.  Los Angeles: University of California Press, 1999. ISBN 978-0-520-22069-0.
- Lanza, Joseph; Penna, Dennis. Russ Columbo and the Crooner Mystique.  Port Townsend, WA: Feral House, 2002. ISBN 978-0-922-91580-4.
- Negri, Pola. Memoirs of a Star.  Nova York: Doubleday, 1970.